# Cristina Scabbia
Cristina Adriana Chiara Scabbia (ur. 6 czerwca 1972 w Mediolanie) – wokalistka włoskiej grupy Lacuna Coil. Jest również felietonistką rockowego magazynu Revolver. Wokalistka współpracowała z takimi grupami jak Megadeth, Apocalyptica, Rezophonic czy Alter Bridge.
W 2006 roku piosenkarka została sklasyfikowana na 94. miejscu listy 100 najlepszych wokalistów wszech czasów według Hit Parader.

## Dyskografia
| Album                               | Rok  | Uwagi                                                  | Źródło |
| ----------------------------------- | ---- | ------------------------------------------------------ | ------ |
| Megadeth - United Abominations      | 2007 | gościnnie śpiew w utworze "À Tout le Monde"            | [ 4 ]  |
| Apocalyptica - Worlds Collide       | 2007 | gościnnie śpiew w utworze "S.O.S. (Anything But Love)" | [ 5 ]  |
| Alter Bridge - Watch Over You       | 2008 | gościnnie śpiew w utworze tytułowym                    | [ 6 ]  |
| Ayreon - The Theory of Everything   | 2013 | gościnnie śpiew w utworze "The Mother"                 | [ 7 ]  |
| Metal Allegiance - Metal Allegiance | 2015 | gościnnie śpiew w utworze "Scars"                      | [ 8 ]  |

## Filmografia
| Tytuł                            | Rok  | Uwagi                                      | Źródło |
| -------------------------------- | ---- | ------------------------------------------ | ------ |
| Over the Madness (Paradise Lost) | 2007 | film dokumentalny, reżyseria: Diran Noubar | [ 9 ]  |

## Nagrody i wyróżnienia
| Rok  | Kategoria              | Tytułem          | Nagroda                            | Nota      | Źródło |
| ---- | ---------------------- | ---------------- | ---------------------------------- | --------- | ------ |
| 2006 | Icon                   | Cristina Scabbia | Metal Hammer Golden Gods Awards    | Laur      | [ 10 ] |
| 2010 | Hottest Chick In Metal | Cristina Scabbia | Revolver Golden Gods Awards        | Nominacja | [ 11 ] |
| 2016 | Best Vocalist          | Cristina Scabbia | The Epiphone Revolver Music Awards | Nominacja | [ 12 ] |